# Orléans-i Lujza Erzsébet spanyol királyné
Louise Élisabeth d’Orléans (spanyolul: Luisa Isabel de Orleans; Versailles, Franciaország, 1709. december 9. – Párizs, Franciaország, 1742. június 16.), a Bourbon-ház orléans-i ágából származó francia hercegnő, Montpensier kisasszonya (franciául: Mademoiselle de Montpensier), aki I. Lajos spanyol király hitveseként, mindössze hét hónapig Spanyolország királynéja 1724 januárja és augusztusa között.
A hercegnő volt II. Fülöp orléans-i herceg és Françoise Marie de Bourbon negyedik felnőttkort megélt leánya, XIV. Lajos francia király unokája. Gyermekként Mademoiselle de Montpensier néven volt ismeretes. 1722-ben, tizenegy éves korában házasodott meg rokonával, a spanyol trón örökösével, Lajos infánssal. A házassággal elnyerte az Asztúria hercegnéje címet. A hercegnét azonban nem kedvelték a spanyol udvarban labilis érzelmi állapota, dühkitörései, és botrányt keltő feltűnő magatartása okán – köztük a palota folyosóin való meztelen sétái, valamint intim testrészei mutogatása miatt. A mai álláspont alapján, Louise Élisabeth súlyos borderline személyiségzavarban szenvedett.
Miután férje, az ifjú király 1724 nyarán elhunyt fekete himlő következtében, a francia és a spanyol Bourbon-rokonok közötti feszült politikai viszony miatt házasságát érvénytelenítették, és vissza kellett térnie hazájába, Franciaországba. Unokatestvére, XV. Lajos király nem engedte, hogy Versailles-ba költözzön, így a párizsi Luxembourg-palotába vonult vissza, ahol 1742-ben, mindössze harminckét éves korában elhunyt. Nem születtek gyermekei.

## Élete

### Származása
Lujza Erzsébet francia királyi hercegnő édesapja (II.) Fülöp orléans-i herceg (1674–1723) volt, (I.) Fülöp orléans-i herceg (1640–1701) és Erzsébet Sarolta pfalzi hercegnő (Liselotte von der Pfalz, 1652–1722) fia, XIII. Lajos francia király unokája, XIV. Lajos unokaöccse.
Édesanyja Françoise Marie de Bourbon (1677–1749) volt, Blois kisasszonya, XIV. Lajos francia királynak (1638–1715) házasságon kívül, kegyencnőjétől, Françoise Athénaïs de Rochechouart de Mortemart-tól, Montespan márkinétól (1640–1707) született leánya, akit a király 1673-ban törvényesített.
Szülei boldogtalan házasságából, amely XIV. Lajos határozott utasítására köttetett meg 1692-ben, mégis 8 gyermek született, 7 leány és egyetlen fiú:
- Egy leánygyermek, Valois kisasszonya (1693–1694), csecsemőkorban meghalt,
- Mária Lujza Erzsébet (1695–1719), aki 1710-ben Károlyhoz, Berry hercegéhez (1686–1714), XIV. Lajos unokájához ment feleségül,
- Lujza Adelheid (1698–1743), Orléans kisasszonya, Chelles főapátnője, nem ment férjhez,
- Sarolta Aglája (1700–1761), Valois kisasszonya, aki 1720-ban az Este-házból való III. Ferenc modenai herceghez ment feleségül,
- Lajos, Chartres hercege (1703–1752), aki 1723-ban apjától örökölte Orléans hercegének címét (I. Lajos néven),
- Lujza Erzsébet (1709–1742), Montpensier kisasszonya, 1723-tól I. Lajos spanyol király felesége.
- Filippina Erzsébet Sarolta (1714–1734), Beaujolais kisasszonya; Lajos infáns öccsének, Károly infánsnak, Parma hercegének eljegyzett menyasszonya, de házasságát politikai okokból halasztották, míg végül Filippina 19 évesen, hajadonként meghalt.
- Lujza Diána (1716–1736), Chartres kisasszonya, aki 1732-ben Louis François de Bourbon-hoz, Conti hercegéhez (1717–1776) ment feleségül.

Társadalmi helyzetét jellemzi, hogy Orléans-i Lujza Erzsébetet és testvéreit, mint az uralkodó Bourbon-ház tagjait, megillette a „királyi vérből való herceg/hercegnő” (prince/princesse de sang royal) cím. Ugyanakkor anyjuk, Blois kisasszonya, orléans-i hercegné törvénytelen születésűnek számított, és nem viselhette a megtisztelő „fille de France” (kb. a királyi család leánygyermeke) címet, ezért gyermekei sem (így Lujza Erzsébet sem) viselhették a petite fils/petite-fille de France (kb. a királyi családhoz tartozó unoka) címet.
Nagyapjának, (I.) Fülöp orléans-i hercegnek 1701-ben bekövetkezett halála után apja, Chartres hercege II. Fülöp néven örökölte Orléans hercegének címét, így Lujza Erzsébet és nővérei az Orléans-i előnevet viselhették, a hercegi cím várományosa egyetlen fivérük, Lajos herceg, aki 1701-ben lett Chartres hercege, megkapva apjának addigi címét. Anyja, a büszke Françoise Marie de Bourbon, Blois kisasszonya örökölte anyjának, Montespan márkinénak éles elméjét, sziporkázó szellemét és felvágott nyelvét. Apjuk, Fülöp herceg csak Madame Lucifernek nevezte szilaj feleségét.

### Házasságának előzményei
Lujza Erzsébet hercegnő neveltetésére kevés figyelmet fordítottak, mivel sokáig nem akadt kérője. Családja csak arra számíthatott, hogy egy alacsonyabb rangú itáliai vagy német herceghez tudják hozzáadni. De sorsa másként alakult. XIV. Lajos király elhunyta (1715) után négyesztendős dédunokája örökölte a trónt, XV. Lajos néven. A kiskorú uralkodó mellé Lujza Erzsébet apját, Fülöp orléans-i herceget nevezték ki a Francia Királyság régensévé.
1718-ban V. Fülöp spanyol király, akit nagyapja, XIV. Lajos francia király a spanyol örökösödési háború révén ültetett a spanyol trónra, háborút indított a francia trón megszerzéséért és új itáliai területek meghódításáért. A négyes szövetség háborújában azonban vereséget szenvedett Anglia, Franciaország, a Német-római Birodalom és az Egyesült Holland Tartományok szövetségétől. A háborút 1720-ban lezáró hágai békeszerződésbe belefoglalták a két Bourbon-királyság kölcsönös megbékülési szándékát. Ennek érdekében dinasztikus házasságkötéseket terveztek.
V. Fülöp spanyol király és Orléans-i Fülöp herceg, Franciaország régense 1721-ben „dinasztikus csereüzletet” kötöttek. V. Fülöp király mindössze 3 éves leányát, Mária Anna Viktória spanyol infánsnőt (1718–1781) eljegyezték unokafivérével, az akkor 11 éves XV. Lajos francia királlyal (1710–1774). (A gyermeklányt 1722-ben be is költöztették a versailles-i kastélyba, de XV. Lajos érdektelensége és más udvari intrikák miatt ez a házasság később meghiúsult). Abban is megegyeztek, hogy Mária Anna Viktória féltestvérét, V. Fülöp spanyol király fiát, az ekkor 14 éves trónörököst, Lajos infánst  (1707–1724), Asztúria hercegét eljegyzik Orléans-i Fülöp francia régens egyetlen, még pártában maradt leányával, a 12 éves Orléans-i Lujza Erzsébet hercegnővel. (A tárgyalások idején Orléans-i Fülöp idősebb leányai már mind „elkeltek” (ill. egyikük kolostorba vonult). Ugyanekkor döntöttek Lujza Erzsébet húgának, a hatéves Filippina Erzsébetnek eljegyzéséről is, V. Fülöp király másik fiával, Fülöp infánssal, Parma későbbi hercegével.

### Házassága az asztúriai herceggel
1721 novemberében Párizsban képviselők útján (per procurationem) hivatalosan megkötötték mindkét házasságot, majd Lujza Erzsébet hercegnőt és húgát, Filippina Erzsébetet útnak indították Madridba. A spanyol udvarban Lajos infáns jövendőbelijét, Lujza Erzsébetet hűvösen fogadták, ennek oka elsősorban V. Fülöp második feleségének, a becsvágyó Farnese Izabella királynénak féltékenysége volt, aki saját fiainak trónöröklési esélyeit látta halványulni. 1720-ra V. Fülöp király első feleségétől, Savoyai Mária Lujzától született 4 fia közül ketten már nem éltek, és az elsőszülött Lajos infáns is gyenge egészségű volt. Ha Lajos fiatalon meghal, Farnese Izabella idősebbik fiát, Károly infánst már csak egyetlen féltestvére, VI. Ferdinánd spanyol király választotta volna el a trón várományosának helyzetétől. (A korabeli viszonyok között mindig számoltak fiatal emberek idő előtti halálának esélyével). Lajos infáns házassága viszont azt jelentette, hogy az ő (várhatóan) születendő fiú-utódja mindenkit megelőz a trónöröklés sorrendjében, végleg kizárva mindkét házasságból született öccseit.
A trónörökös esküvőjét 1722. január 20-án tartották Lermában, Burgos közelében. Az alig 12 éves Orléans-i Lujza Erzsébet hercegnő feleségül ment a 14 éves Lajos infánshoz, Asztúria hercegéhez. Hozománya 4 millió livre-t tett ki. (Hatesztendős húgának esküvőjét, korára való tekintettel elhalasztották).
A trónörökös feleségeként Lujza Erzsébet hercegnő Asztúria hercegnéje lett. Magas rangja ellenére nehéz helyzetben volt, az udvarban intrikáltak ellene, a királyné kémeket küldött környezetébe. Mivel nem királynénak nevelték, nehezen állta az ellenséges környezetet. Érzelmileg labilissá vált, magára maradt, néha botrányt keltett feltűnő kitöréseivel.

### Spanyolország királynéja
1724. január 15-én V. Fülöp király lemondott a trónról legidősebb fiának, az ekkor 17 éves asztúriai hercegnek javára, akit I. Lajos néven Spanyolország királyává koronáztak. Lujza Erzsébet 14 évesen királynévá lett, Lujza Izabella néven. A tizenéves királyi pár azonban éretlen volt az uralkodásra is, és a közös házaséletre is.
Mindössze 7 hónapos uralkodás után 1724. augusztus 31-én a tizenéves Lajos király meghalt fekete himlőben, utódot nem hagyott maga után. A királyi pálcát Lajos apja, V. Fülöp király ismét saját kezébe vette. A 15 évébe lépő, gyermektelen Lujza Erzsébet (Izabella) özvegy királynéként élt tovább a vele szemben egyre ellenségesebbé váló spanyol udvarban.

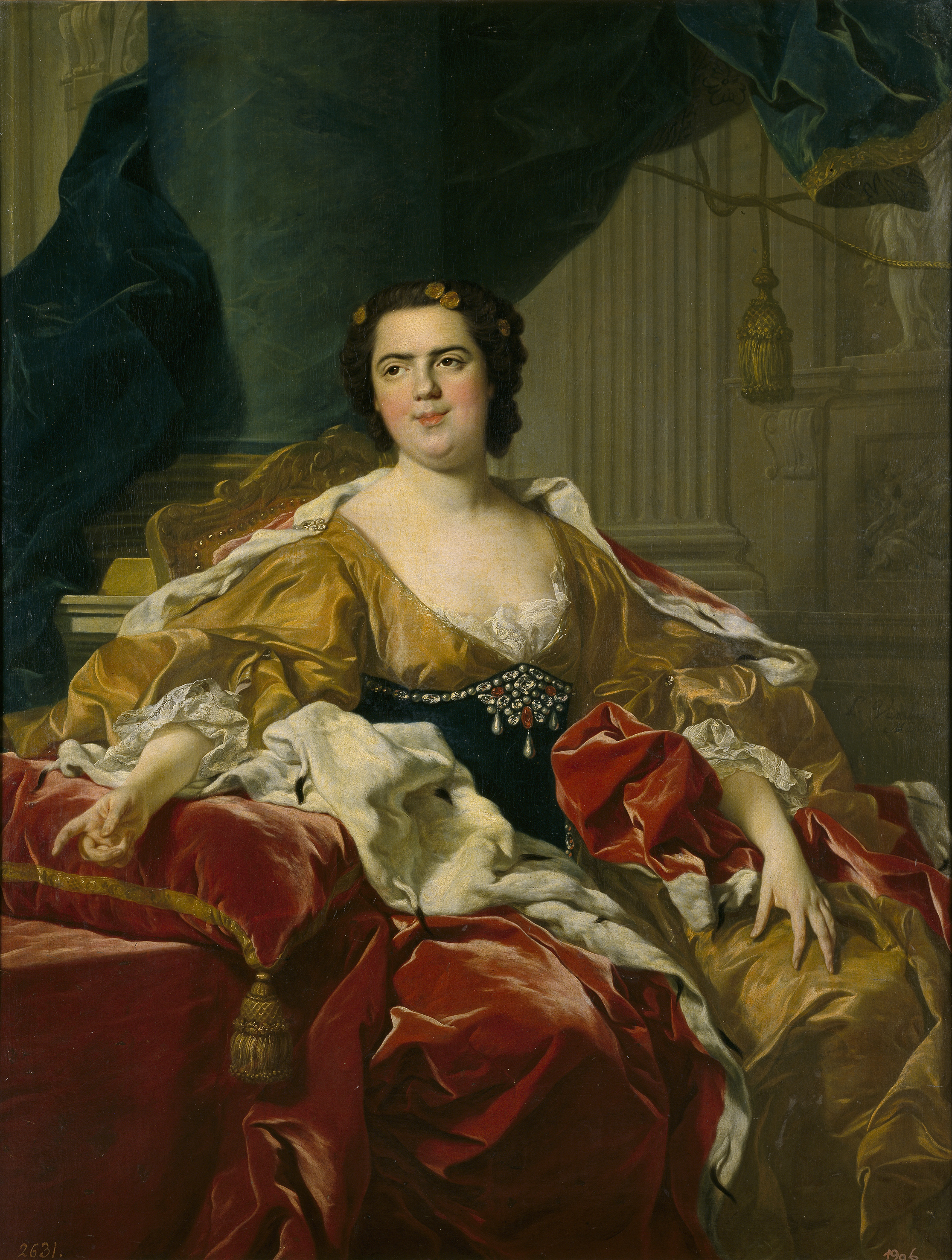
Orléans-i Lujza Erzsébet özvegy királyné (Louis-Michel van Loo festménye)

### Özvegységben
Helyzetét nehezítették a franciaországi hatalmi játszmák is. 1723-ban Franciaországban elhunyt az édesapja, II. Fülöp orléans-i herceg. A régens tisztségét a főminiszter, IV. Louis de Bourbon, Condé hercege (1692–1740) vette át, a rivális Borbon–Condé családi ág tagja, aki féltékeny volt az Orléans-ház hatalmára. Attól tartott, hogy a gyenge egészségűnek vélt XV. Lajos meghalhat, mielőtt gyermekkorú menyasszonya, Mária Anna Viktória spanyol infánsnő felnőhetne, és Bourbon-trónörököst szülhetne. Ha ez megtörténik, akkor Lajos orléans-i herceg, Lujza Erzsébet bátyja örökölte volna a francia trónt. 1725-ben Condé hercege felbontotta a király eljegyzését. A 7 esztendős Márai Anna Viktória infánsnőt, V. Fülöp király leányát hazaküldték Madridba, és XV. Lajost a nála 7 évvel idősebb Leszczyńska Mária lengyel királyi hercegnővel házasították össze. A sértő eljárást a spanyol udvar súlyos inzultusnak minősítette.
A spanyol udvar hasonlóan barátságtalan lépéssel reagált. Lujza Izabella özvegy királynét és húgát, Filippinát – hivatalosan édesanyjuk, Françoise Marie de Bourbon, az özvegy orléans-i hercegné kérésére – még 1725-ben hazaküldték Párizsba. Távol XV. Lajos király udvarától, a vincennes-i kastélyban és a Luxembourg palotában lakott, amelyet nővérének, Mária Lujza Erzsébetnek, Károly, Berry hercege özvegyének adtak lakóhelyül. Mint a spanyol király özvegyét, megillette volna évi 600 000 livre kegydíj, de a spanyol udvar ezt nem fizette ki, mert házasságát érvénytelennek minősítették. Visszavonultságban halt meg, 33 éves korában, 1742. június 16-án. Féltestvérének, Louis Charles de Saint-Albin püspöknek templomában, a párizsi Saint-Sulpice-templomban temették el.

## Külső hivatkozások
- Családi adatai (Peerage.com)